# 荒贺龙太郎
荒贺龙太郎（日语：／ Araga Ryūtarō，1990年10月16日—），日本男子空手道运动员。他曾代表日本参加2020年夏季奥林匹克运动会空手道比赛，获得男子组手75公斤以上级铜牌。